# Ngữ tộc Nahua
Ngữ tộc Nahua hoặc Aztec là nhóm ngôn ngữ thuộc ngữ hệ Ute-Aztec được nói ở miền trung Mexico. Ngôn ngữ Nahua được biết đến nhiều nhất là tiếng Nahuatl.
Chính phủ Mexico, Ethnologue và Glottolog, coi các phương ngữ tiếng Nahuatl hiện đại là các ngôn ngữ riêng biệt, bởi vì chúng thường không thông hiểu lẫn nhau và người nói của họ có bản sắc dân tộc riêng biệt. Tính đến năm 2008, chính phủ Mexico công nhận ba mươi phương ngữ được nói ở Mexico là ngôn ngữ.
Các nhà nghiên cứu phân biệt giữa một số khu vực phương ngữ mà mỗi khu vực có một số đặc điểm chung: một phân loại phân biệt nhóm phương ngữ trung tâm có nhiều đổi mới, được nói xung quanh Thành phố Mexico, với các nhóm phương ngữ khu vực ngoại vi còn giữ nhiều nét nguyên thủy được nói ở phía bắc, phía nam và phía đông của khu vực trung tâm, trong khi một phân loại khác phân biệt giữa phương ngữ phương tây và phương đông. Ngoài các phương ngữ tiếng Nahuatl, ngữ tộc Aztec còn bao gồm tiếng Pipil (còn tồn tại) và tiếng Pochutec (đã biến mất).
Sự khác biệt giữa các phương ngữ Nahuatl không phải là nhỏ, và trong nhiều trường hợp sự thông hiểu lẫn nhau ở mức độ thấp hoặc không có sự thông hiểu lẫn nhau. Do đó, theo tiêu chí đó, chúng có thể được coi là các ngôn ngữ khác nhau.
Tuy nhiên, tất cả các phương ngữ đều có mối quan hệ rõ ràng chặt chẽ với nhau hơn so với tiếng Pochutec.